# 陈楚 (唐朝)
陈楚（763年—823年），字材卿，唐朝将领，定州（今河北省定州市）人，张茂昭的外甥。
陈楚少年时有武干，为义勇牙将，统精卒跟随张茂昭征伐。随张茂昭入朝，授诸卫大将军，封普宁郡王。元和十二年（816年），义武军节度使浑镐兵败，定州兵乱，十二月十五日，唐宪宗颁诏任命易州刺史陈楚为义武节度使。军中将士得知消息后，抢劫浑镐及其家人的衣服。陈楚策马冒雪行四十里，到达郊外，没有迎接他的，左右劝他不要进城，陈楚说：“定州军不来迎接是试探我。今不入城，正中其计。”于是夜入定州。陈楚家世久在定州，军中部校都是他的旧卒，于是压住变乱，派兵护送浑镐返回朝廷。长庆元年（821年）十二月，义武节度使陈楚上奏在望都及北平击败朱克融，斩获万余人。转任河阳三城节度使。以战功，入朝为龙武统军、左羽林统军、检校司空。长庆三年（823年），六十一岁去世，赠司空。子陈君奕，官至凤翔节度使。